# 犬塚太郎
犬塚 太郎（いぬづか たろう、1875年（明治8年）10月23日 - 1936年（昭和11年）7月17日）は、日本の海軍軍人。第三回旅順港閉塞作戦に「愛国丸」指揮官として参戦。大正天皇の侍従武官、昭和天皇の皇太子時代における東宮武官、日本海海戦における東伏見宮依仁親王の皇族附武官、秩父宮別当を務める。最終階級は海軍中将。

## 生涯

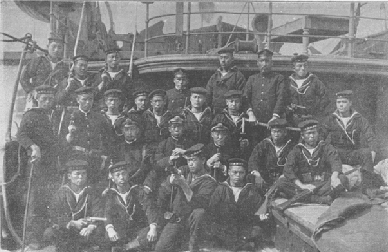
愛国丸乗員

佐賀藩士族出身。旧姓は野田。海軍兵学校25期を32名中18番で卒業。「笠置｣分隊長として日露戦争を迎え、第三回旅順港閉塞作戦では｢愛国丸｣指揮官（大尉）として参戦。負傷しながらも生還し、｢千代田」砲術長兼艦長・東伏見宮依仁親王附皇族武官として日本海海戦を戦った。
戦後は海軍大学校甲種7期を卒業。第一艦隊、第二艦隊、練習艦隊の各参謀を務めている。海兵教官としては先任監事として41期から45期の生徒を指導した。第一次世界大戦期は、当初第六戦隊所属の「須磨」艦長であったが、｢新高｣艦長に転じて南アフリカ方面で連合国艦船の護衛任務に従事した。帰還後東宮武官に就任。6年強にわたり在任し、皇太子時代の昭和天皇を補佐。在任中に皇太子裕仁親王の欧州訪問に随行している。軽巡洋艦｢由良｣、｢名取｣、｢川内｣、｢長良｣で構成された第五戦隊、鎮海要港部の司令官を務め予備役となる。
1930年（昭和5年）3月、秩父宮別当に就任。秩父宮妃勢津子の母松平信子は、旧主鍋島家の当主鍋島直大の娘である。犬塚は死去するまでの6年間同職を務めた。息子の犬塚家孝は58期出身の海軍中佐で「峯風」、「曙」の各駆逐艦長として太平洋戦争を戦い、孫に犬塚孝明がいる。
旅順港閉塞作戦
1904年（明治37年）5月2日、犬塚は第三回旅順港閉塞作戦に｢愛国丸｣指揮官として参加した。｢愛国丸｣は｢相模丸｣とともに第四小隊を構成し、12隻から成る閉塞隊の中央部の閉塞を作戦目的としていた。作戦当日は荒天で総指揮官林三子雄中佐は中止を決断し、反転命令を発した。しかしこの命令は各船に伝わらず部隊は分裂状態となる。「愛国丸」は「遠江丸」、「小樽丸」、「江戸丸」、「相模丸」と一団を形成した。「愛国丸」は敷設する目的で機械水雷（機雷）を積んでいたが、犬塚は混乱した状況で僚船に被害が及ぶことを避けるため、無効化して放棄した。沈没予定地を目指し前進したが、ロシア軍の迎撃は激しく、「愛国丸」は触雷し気罐室などが破壊された。行動の自由を失ったため、犬塚は停止位置で「愛国丸」の爆破、沈没を図る。しかし、同船は爆破作業をする暇なく急激に沈没し、犬塚ら乗員は海中に投げ出された。24名の乗員中、端舟で脱出に成功したのは犬塚ら16名であった。戦後功四級に叙されている。
第一次世界大戦
犬塚は第一特務艦隊分遣隊所属の｢新高｣艦長として、コロンボやモーリシャス、ケープタウンを根拠地として活動した。当時は独武装商船の活動や、機雷の被害が懸念されており、連合国艦船の護衛や、警備、哨戒活動に従事したのである。主な活動場所はケープタウンを中心とした南アフリカ沿岸である。 1917年9月、「新高」に帰還命令が発せられ、舞鶴へ到着したのは11月16日であった。

## 年譜
- 1899年（明治32年）2月 - 海軍少尉
- 1900年（明治33年）
  - 8月 - 「初瀬」回航委員
  - 9月 - 海軍中尉
- 1901年（明治34年）
  - 4月 - 帰着
  - 11月 - 「大和｣航海長心得兼分隊長心得
- 1902年（明治35年）10月 - 海軍大尉、「大和」分隊長、「厳島」分隊長
- 1903年（明治36年）9月 - 「笠置」分隊長
- 1905年（明治38年）
  - 1月 - 「浪速」砲術長
  - 4月 - 「千代田」砲術長兼依仁親王附武官
  - 12月 - 「春日」砲術長兼分隊長
- 1906年（明治39年）
  - 1月 - 「松島」砲術長
  - 9月 - 海軍大学校乙種学生
- 1907年（明治40年）
  - 4月 - 砲術学校高等科学生
  - 9月 - 海軍少佐、第一艦隊参謀
  - 12月 - 「三笠」砲術長
- 1908年（明治41年）4月 - 海軍大学校甲種学生
- 1909年（明治42年）12月 - 「鹿島」砲術長
- 1910年（明治43年）12月 - 舞鶴鎮守府参謀兼望楼監督官
- 1912年
  - 明治45年4月 - 練習艦隊参謀
  - 大正元年12月 - 海軍中佐
- 1913年（大正2年）5月 - 海軍兵学校教官兼監事
- 1915年（大正4年）
  - 5月 - 「榛名」副長
  - 12月 - 第二艦隊参謀
- 1916年（大正5年）12月 - 海軍大佐、「須磨」艦長
- 1917年（大正6年）
  - 2月 - 「新高」艦長
  - 11月 - 東宮武官
- 1921年（大正10年）
  - 10月 – 兼侍従武官[6]
  - 12月 - 海軍少将
- 1924年（大正13年）
  - 2月 - 第五戦隊司令官
  - 12月 - 軍令部出仕
- 1925年（大正14年）
  - 4月　- 鎮海要港部司令官
  - 12月 - 海軍中将
- 1926年（大正15年）12月 - 軍令部出仕
- 1927年（昭和2年）12月 – 予備役
- 1930年（昭和5年）3月 - 秩父宮別当
- 1936年（昭和11年）
  - 2月 – 二・二六事件
  - 7月 - 卒去。墓所は元麻布の佐賀藩の菩提寺である賢崇寺。

## 栄典
位階
- 1899年（明治32年）3月10日 - 正八位[7]
- 1900年（明治33年）12月8日 - 従七位[8]
- 1902年（明治35年）12月25日 - 正七位[9]
- 1907年（明治40年）11月30日 - 従六位[10]
- 1913年（大正2年）2月10日 - 正六位[11]
- 1916年（大正5年）12月28日 - 従五位[12]
- 1922年（大正11年）1月20日 - 正五位[13]
- 1925年（大正14年）12月28日 - 従四位[14]
- 1928年（昭和3年）1月23日 - 正四位[15]

勲章等
- 1902年（明治35年）5月10日 - 明治三十三年従軍記章[16]
- 1905年（明治38年）5月30日 - 勲五等瑞宝章[17]
- 1906年（明治39年）4月1日 - 功四級金鵄勲章・勲四等旭日小綬章・明治三十七八年従軍記章[18]
- 1909年（明治42年）4月18日 - 皇太子渡韓記念章[19]
- 1914年（大正3年）5月16日 - 勲三等瑞宝章[20]
- 1920年（大正9年）6月25日 - 旭日中綬章[21]
- 1921年（大正10年）7月1日 - 第一回国勢調査記念章[22]
- 1924年（大正12年）1月26日 - 勲二等旭日重光章[23]
- 1936年（昭和11年）7月17日 - 勲一等瑞宝章[24]

## 関連する人物
- 鳥巣玉樹：同郷かつ海兵の同期生
- 高柳直夫：同郷かつ第三回旅順港閉塞作戦「江戸丸」指揮官
- 湯浅竹次郎：第三回旅順港閉塞作戦で「愛国丸」とともに第四小隊を構成した「相模丸」指揮官
- 小栗孝三郎：第一特務艦隊司令官
- 小松直幹：同期生かつ第一特務艦隊分遣隊の僚艦「対馬」艦長、のち中将
- 大関鷹麿：第一次世界大戦中、ケープタウンで日英海軍の連絡役を務める
- 草刈英治：海兵教官時の教え子で、草刈が自決した際犬塚は草刈の家族を激励する書簡を寄せた[25]
- 今村信次郎：犬塚の後任の秩父宮別当